# Jordan Clarke
Jordan Clarke (* 21. Juli 1950 in Rochester, New York) ist ein US-amerikanischer Schauspieler.
Jordan Clarke spielte 1983–1986, 1989–1993, 1996–1998 und 1999 bis zum Serienende 2009 die Rolle des (Harlan) Billy Lewis in der US-Seifenoper Springfield Story. Hierfür wurde er 1991 mit dem Soap Opera Digest Award und 2006 mit einem Emmy ausgezeichnet. Bereits 1974–1976 spielte er in derselben Serie die Rolle des Arztes Tim Ryan. Nebenbei trat Clarke unter anderem als Gaststar in Law & Order, Miami Vice, Knight Rider und Die Waltons auf.
Jordan Clarke ist seit 1992 verheiratet.